# Charles De Ketelaere
Charles De Ketelaere (Bruges, 10 de março de 2001) é um futebolista belga que atua como meio-campo e atacante. Atualmente joga pela Atalanta.

## Carreira

### Brugge
Nascido em Bruges, De Ketelaere começou a jogar futebol no KFC Varsenare, aos 5 anos de idade, tendo ido para o Club Brugge em 2008, aos 8 anos. Além de jogar futebol, também era considerado um exímio e promissor jogador de tênis, tendo chegado a ser campeão local aos 10 anos de idade. Porém, acabou optando pelo futebol, dizendo:
| “                                               | No tênis, eu não conseguia lidar com minhas derrotas e também ficava muito nervoso com as atitudes de alguns meninos com quem eu jogava contra. Cheguei a fazer meditação para acalmar. No futebol, é mais fácil achar desculpas para as derrotas, enquanto no tênis é você com você mesmo. | ” |
| — De Ketelaere, em entrevista ao Het Niewsblad. | |   |

#### 2019–20
Fez sua estreia pelo time principal do Brugge no dia 25 de setembro de 2019, atuando o jogo inteiro contra o Francs Borains na Copa da Bélgica. Em outubro de 2019, fez sua estreia pela Liga dos Campeões da UEFA em partida contra o Paris Saint-Germain. Atuou até os 57 minutos de jogo, tendo o Brugge perdido pelo placar de 5–0.
Em 5 de fevereiro de 2020, fez um dos gols de seu clube na vitória por 2–1 sobre o Zulte Waregem, nas semifinais. Pelo seu bom desempenho no Brugge, foi eleito o jogador do mês de outubro na Jupiler Pro League. e em dezembro do mesmo ano, De Ketelaere foi eleito o melhor jogador jovem da Bélgica.
Em 20 de outubro de 2020, De Ketelaere fez o gol da vitória do Brugge aos 93 minutos do segundo tempo, na vitória de 2–1 sobre o Zenit na Liga dos Campeões da UEFA de 2020–21.

#### 2020–21
Após ter uma excelente atuação e ter a pontuação mais alta no empate de 1–1 com o Paris Saint-Germain em 15 de setembro de 2021, De Ketelaere renovou seu contrato com o Brugge dois dias depois, sendo válido até 2024.

### Milan
Em 2 de agosto de 2022, De Ketelaere foi anunciado como novo reforço do Milan por cerca de 36 milhões de euros e assinando contrato até 2027. Escolheu utilizar a camisa 90.

### Atalanta
Em 16 de agosto de 2023, a Atalanta confirmou formalmente a contratação de De Ketelaere do Milan por empréstimo com opção de compra. De Ketelaere marcou 14 gols e deu 11 assistências em todas as competições durante sua primeira temporada na Atalanta; o clube ativou a opção de compra em 15 de junho de 2024.

## Seleção Belga
Foi convocado pela primeira vez para a Seleção Belga em novembro de 2020 e fez sua estreia contra a Suíça, entrando no decorrer do jogo. De Ketelaere fez seu primeiro gol pela seleção em 10 de outubro de 2021, na derrota de 2–1 para a Itália na disputa do 3º lugar da Liga das Nações.
Em 10 de novembro de 2022, foi anunciado como um dos 26 convocados para representar a Bélgica na Copa do Mundo de 2022, no Catar.
Em maio de 2024, foi um dos 25 convocados por Domenico Tedesco para a Eurocopa, na Alemanha.

## Estatísticas
Atualizadas até 10 de outubro de 2021.[carece de fontes?]

### Clubes
| Clubes            | Temporada         | Campeonato Nacional | Campeonato Nacional | Campeonato Nacional | Copa Nacional | Copa Nacional | Copa Nacional | Competições continentais | Competições continentais | Competições continentais | Outros torneios | Outros torneios | Outros torneios | Total | Total | Total   |
| Clubes            | Temporada         | Jogos               | Gols                | Assist.             | Jogos         | Gols          | Assist.       | Jogos                    | Gols                     | Assist.                  | Jogos           | Gols            | Assist.         | Jogos | Gols  | Assist. |
| ----------------- | ----------------- | ------------------- | ------------------- | ------------------- | ------------- | ------------- | ------------- | ------------------------ | ------------------------ | ------------------------ | --------------- | --------------- | --------------- | ----- | ----- | ------- |
| Brugge            | 2019–20           | 13                  | 1                   | 1                   | 6             | 1             | 1             | 6                        | 0                        | 0                        | –               | –               | –               | 25    | 2     | 1       |
| Brugge            | 2020–21           | 38                  | 4                   | 6                   | 1             | 0             | 0             | 7                        | 2                        | 2                        | –               | –               | –               | 46    | 6     | 8       |
| Brugge            | 2021–22           | 10                  | 4                   | 2                   | 2             | 0             | 0             | 1                        | 0                        | 0                        | 1               | 0               | 0               | 13    | 4     | 2       |
| Total na carreira | Total na carreira | 61                  | 9                   | 9                   | 9             | 1             | 1             | 14                       | 2                        | 2                        | 1               | 0               | 0               | 84    | 12    | 11      |

- a.^ Jogos da Copa da Bélgica
- b.^ Jogos da Liga dos Campeões da UEFA e Liga Europa da UEFA
- c.^ Supercopa da Bélgica

### Seleção
Atualizadas até 10 de outubro de 2021.[carece de fontes?]

#### Sub-16
| Ano   |       |      |         |
| Ano   | Jogos | Gols | Assist. |
| ----- | ----- | ---- | ------- |
| 2017  | 4     | 1    | 0       |
| Total | 4     | 1    | 0       |

#### Sub-17
| Ano   |       |      |         |
| Ano   | Jogos | Gols | Assist. |
| ----- | ----- | ---- | ------- |
| 2018  | 1     | 0    | 0       |
| Total | 1     | 0    | 0       |

#### Sub-18
| Ano   |       |      |         |
| Ano   | Jogos | Gols | Assist. |
| ----- | ----- | ---- | ------- |
| 2018  | 0     | 0    | 0       |
| Total | 0     | 0    | 0       |

#### Sub-19
| Ano   |       |      |         |
| Ano   | Jogos | Gols | Assist. |
| ----- | ----- | ---- | ------- |
| 2019  | 6     | 3    | 1       |
| Total | 6     | 3    | 1       |

#### Seleção Sub-21
| Ano   |       |      |         |
| Ano   | Jogos | Gols | Assist. |
| ----- | ----- | ---- | ------- |
| 2020  | 4     | 1    | 1       |
| 2021  | 2     | 0    | 0       |
| Total | 6     | 1    | 1       |

#### Seleção Principal
| Ano   |       |      |         |
| Ano   | Jogos | Gols | Assist. |
| ----- | ----- | ---- | ------- |
| 2020  | 1     | 0    | 0       |
| 2021  | 1     | 1    | 0       |
| Total | 1     | 1    | 0       |

## Títulos
Club Brugge[carece de fontes?]
- Campeonato Belga de Futebol: 2019–20, 2020–21
- Supercopa da Bélgica: 2021

Atalanta [carece de fontes?]
- Liga Europa da UEFA: 2023–24

Prêmios individuais[carece de fontes?]
- Jovem talento promissor da Bélgica: 2020